# 野田洋次郎
野田洋次郎（1985年7月5日—）是一名日本歌手、詞曲創作家、音乐人、唱片制作人和演员。野田洋次郎是日本摇滚樂團同時是RADWIMPS的主唱、也是吉他手和鋼琴家， 2012年，他開始參與以他個人為中心的活動illion。

## 个人简介
野田洋次郎为日本摇滚乐团RADWIMPS主唱。1985年7月5日出生。除了RADWIMPS以外，他还拥有个人为中心的illion活动，並且參與多部電視劇以及電影的演出。
父亲為法籍日裔，是在大企業工作的上班族，母亲是钢琴教师，有一个哥哥。
父母親於音樂方面有著相當的造詣，家裡擺放著各式各樣的樂器，野田洋次郎是海外归来子女。因其父親工作的緣故，幼儿园到小学四年级结束在美国住了4年，根据本人说，因為在美國是住在鄉下，因此不得不經常說英語，這也促使野田現今的英語能力十分傑出，而RADWIMPS的歌曲歌词经常会使用英语，甚至是以全英語歌詞創作歌曲。野田10歲的時候回到日本，從小學五年級開始學習彈吉他，小學畢業時報考了慶應義塾湘南藤沢國中部和桐蔭學園國中部，後錄取桐蔭學園國中部，社團為籃球社。國高中朋友之中有第99屆內閣總理大臣菅義偉的兒子，也是爲數不多能一起彈奏樂器的夥伴之一。
之後進入桐蔭學園高中部就讀，遇到了就讀於其他高中的桑原彰，並組成了樂團RADWIMPS。2004年开始进入庆应大学湘南藤泽学院环境情报学部学习，后期早退肄業。
成員們和粉絲們都喜歡稱呼野田洋次郎為「洋次郎(Yojiro)」，野田創作的「Lullaby」（收錄在《RADWIMPS 2 ~發展中~》）的歌詞中也稱呼自己爲「洋次郎(Yojiro)」。

## 個人音樂作品

### illion
illion是野田洋次郎於2012年以東日本大震災（311大地震）為契機而開始的個人企劃，野田將地震所感受到的焦慮、不安以illion的身分創作於第一張專輯《UBU》中， 其中GASSHOW是為東日本大震災的罹難者所創作的安魂曲。
illion與RADWIMPS在音樂風格上有著相當大的不同，野田曾經在採訪中說過，illion與RADWIMPS歌曲的創作方式也不同，illion的歌曲基本上都是到錄音室才寫出來的，創作的過程中也盡量不去深度思考，而是把感受到的東西直覺式的創作至歌曲當中，因此illion歌曲的歌詞和旋律都能感受到野田洋次郎直觀、潛在的想法。
| 专辑 | 专辑資料                                             | 曲目 |
| ---- | ---------------------------------------------------- | --- |
| 1st  | 《UBU》 - 發行日期：2013年9月24日                    | 1. BRAIN DRAIN 2. AIWAGUMA 3. PLANETARIAN 4. MAHOROBA 5. BEEHIVE 6. DANCE 7. Y 8. FINGER PRINT 9. LYNCH 10. UN&DO 11. GASSHOW 12. INEMURI 13. ESPECIALLY 14. BIRDIE        |
| 2nd  | 《P.Y.L》 - 發行日期：2016年10月12日                 | 1. Miracle 2. Told U So 3. Hilight feat.5lack 4. Water lily 5. 85 6. P.Y.L 7. Dream Play Sick 8. Wander Lust 9. Strobo 10. Ace                                             |
| 2nd  | 《P.Y.L [Deluxe Edition]》 - 發行日期：2017年7月26日 | 1. BANKA 2. BRAIN DRAIN [Linn Mori Remix] 3. Miracle 4. Told U So 5. Hilight feat.5lack 6. Water lily 7. 85 8. P.Y.L 9. Dream Play Sick 10. Wander Lust 11. Strobo 12. Ace |

## 團體(RADWIMPS)音樂作品
所屬團體之音樂作品，請參閱RADWIMPS。

## 參與之音樂作品
- ラブラドール (2008年6月25日)：Chara第10張專輯「honey」的收錄曲，野田洋次郎作詞、作曲、編曲，並擔任製作人。[11]

- EMI (2010年11月10日)：RADWIMPS從出道開始便在EMI Music Japan的錄音室「TERRA」錄音，因「TERRA」決定於2010年6月30日關閉，野田洋次郎對此感到十分遺憾，故集結曾來過這間錄音室錄音的7組音樂家們共同合作演唱的歌曲，7組音樂家們分別為Acidman、the telephones、西川進、富士纖維樂團、Atsushi Horie、RADWIMPS、吉井和哉。作詞為野田洋次郎、吉井和哉，作曲為野田洋次郎。[12]

- lens (2012年1月25日)：Atsushi Horie以個人名義ent發售的專輯「entish」中的收錄曲，野田洋次郎擔任鼓手「DARMAN」。

- チューリップのアップリケ (2014年12月24日)：大竹忍的翻唱專輯「歌心．戀心」中的收錄曲，原唱為岡林信康，野田洋次郎與大竹忍翻唱。[13]

- おあいこ (2015年8月19日)：永積崇第6張原創專輯「What are you looking for」中的收錄曲，野田洋次郎作詞、作曲、編曲。[14]

- 蝶々結び (2016年8月17日)：Aimer第11張單曲「蝶々結び」的主打歌曲，野田洋次郎作詞、作曲、編曲，負責歌曲中的鋼琴、和音，並且擔任製作人。[15]

- ユメマカセ (2017年8月23日)：與SOIL&"PIMP"SESSIONS合作的單曲，野田洋次郎作詞並且參與演唱。[16]

- ナラタージュ (2017年10月4日)：上白石萌歌以adieu的名義發行的第1張單曲「ナラタージュ」的主打歌曲，野田洋次郎創作詞、曲，並且與Tokyo Recordings共同編曲。[17]

- 気まぐれ雲 (2019年1月25日)：日本電影導演藤井道人執導作品「デイアンドナイト」主題曲，野田洋次郎作詞、作曲、編曲，由電影主演清原果耶以劇中角色的名義演唱。[18]

- 一縷 (2019年10月14日)：上白石萌音的第7首單曲，野田洋次郎作詞、作曲、編曲，並且擔任製作人。[19]

- フラレガイガール (2019年12月27日)：Sayuri第4張單曲「Furaregai Girl」的主打歌曲，野田洋次郎作詞、作曲、編曲，並且擔任製作人。[20]

- 追憶 (feat. 野田洋次郎) (2020年4月22日)：kZm第2張專輯「DISTORTION」的收錄曲，野田洋次郎參與演唱。[21]

- PLACEBO + 野田洋次郎 (2020年8月5日)：米津玄師第5張專輯STRAY SHEEP的收錄曲，野田洋次郎參與演唱。[22]

- 灰かぶり (2023年7月5日)：十明出道單曲，十明作詞、作曲，野田洋次郎擔任製作人，並且與knoak共同編曲。[23]

- うあのそら (2023年7月6日)：なえなの出道單曲，野田洋次郎作詞、作曲、編曲，並且擔任製作人。[24]

- Discord-disco (2023年10月10日)：十明第2張單曲，十明作詞、作曲，野田洋次郎擔任製作人，並且與knoak共同編曲。[25]

- 僕だけが愛(2023年12月6日)：十明第3張單曲，十明作詞、作曲，野田洋次郎擔任製作人，並且與mabanua共同編曲。[26]

- メイデン(2024年2月23日)：十明第1張迷你專輯主打曲，十明作詞、作曲，野田洋次郎擔任製作人，並且與Naoki Itai共同編曲。[27]

- 蛹：(2024年2月23日)：十明第1張迷你專輯收錄曲，十明作詞、作曲，野田洋次郎擔任製作人，並且與RADWIMPS成員武田祐介、桑原彰共同編曲。

- NEW ERA (2024年4月24日)：十明第4張單曲，十明作詞、作曲，野田洋次郎擔任製作人，並且與knoak共同編曲。

- 夜明けのあなたへ(2024年6月7日)：十明第5張單曲，十明作詞作曲，野田洋次郎擔任製作人，並與knoak共同編曲。

- 蜘蛛の糸(2024年10月8日)：十明第7張單曲，十明作詞作曲，野田洋次郎擔任製作人，並與knoak、山口由馬共同編曲。

- 君のヒーロー(2024年12月4日)：十明第1張專輯先行配信曲，十明作詞作曲，野田洋次郎擔任製作人，並與knoak共同編曲。

- 魚服記(2024年12月11日)：十明第1張專輯收錄曲，十明作詞作曲，野田洋次郎擔任製作人，並與小田朋美共同編曲。

- 革命(2024年12月11日):十明第1張專輯收錄曲，十明作詞作曲，野田洋次郎擔任製作人，並與knoak共同編曲。

- Hey phone (feat. 野田洋次郎) (2025年2月19日)：Peterparker69的單曲，野田洋次郎參與詞曲創作並合作演唱。

- 구름과 떠나는 여행 (With the Clounds) (2025年5月16日)：Jin (防彈少年團)專輯《Echo》收錄曲，野田洋次郎參與詞曲創作，並且擔任製作人。

- Stargaze (2025年7月6日)：SixTONES的單曲，野田洋次郎作詞、作曲並編曲。

- 旋律と結晶  (2025年7月31日)： Netflix影集《玻璃之心》收錄曲，野田洋次郎作詞，作曲人為飛內將大。

- 永遠前夜  (2025年7月31日)：Netflix影集《玻璃之心》收錄曲，野田洋次郎作詞、作曲並編曲。

- Glass Heart (2025年7月31日)：Netflix影集《玻璃之心》收錄曲，野田洋次郎作詞、作曲並編曲。

## 個人演唱會

### illion
- 《illion The first time live》

| 演出日期       | 國家/地區 | 城市 | 舉行地點                  |
| -------------- | --------- | ---- | ------------------------- |
| 2013年03月17日 | 英國      | 倫敦 | O2 Shepherd's Bush Empire |
| 2013年03月19日 | 德國      | 漢堡 | Indra Musikclub           |

- 《illion Japan Tour 2016》

| 演出日期       | 國家/地區 | 城市   | 舉行地點              |
| -------------- | --------- | ------ | --------------------- |
| 2016年07月25日 | 日本      | 東京都 | Shinkiba STUDIO COAST |
| 2016年07月27日 | 日本      | 大阪   | Zepp Namba            |

### 野田洋次郎
- 《Yojiro Noda welcomes you to WONDER BOY'S AKUMU CLUB》

| 演出日期       | 國家/地區 | 城市   | 舉行地點     |
| -------------- | --------- | ------ | ------------ |
| 2024年09月27日 | 日本      | 東京都 | 東京花園劇院 |

## 電影作品
| 上映時間      | 電影名稱     | 角色                 |
| 2015年6月6日  | 廁所裡的聖殤 | 園田宏               |
| 2016年3月26日 | 被遺忘的新娘 | 客串演出             |
| 2018年5月25日 | 犬之島       | 新聞播報員(聲音出演) |
| 2018年9月07日 | 愛哭鬼的棋蹟 | 鈴木悠野             |
| 2021年8月6日  | 電影之神     | 寺林新太郎(青年時期) |

## 電視劇作品
| 首播日期      | 電視劇名稱                      | 角色     |
| 2017年4月14日 | 她們的百萬元                    | 道間慎   |
| 2017年9月15日 | 偵探物語                        | 神秘客戶 |
| 2018年8月17日 | dele                            | 日暮裕司 |
| 2020年3月20日 | 歡呼                            | 木枯正人 |
| 2024年2月18日 | 編舟記                          | 馬締光也 |
| 2025年9月14日 | 夜の道標 -ある容疑者を巡る記録- | 阿久津弦 |

## 書籍作品

### 書
《LALILULE論：RADWIMPS主唱隨筆散文集》（作者：野田洋次郎（文藝春秋））
| 文藝春秋      | 文藝春秋               | 尖端出版       | 尖端出版               | 人民文學出版社 | 人民文學出版社         |
| 發售日期      | ISBN                   | 發售日期       | ISBN                   | 發售日期       | ISBN                   |
| ------------- | ---------------------- | -------------- | ---------------------- | -------------- | ---------------------- |
| 2015年5月16日 | ISBN 978-416-390-235-7 | 2022年12月13日 | ISBN 978-626-316-723-0 | 2018年12月1日  | ISBN 978-702-014-269-9 |

### 寫真集
- Yojiro Noda 「White Day Dream」（2024年10月04日）

## 友谊
- 米津玄师：两人私底下常常见面并分享合照至社交网站，有次两人互相交换绘画的熊猫引起了粉丝们的热烈讨论。米津玄师在2015年与RADWIMPS共演的巡回演唱中提到「我受到RADWIMPS很大的影响」，2020年8月5日米津玄师发行第五张专辑《STRAY SHEEP》，其中收录了与野田洋次郎合作的歌曲〈PLACEBO + 野田洋次郎〉。米津玄師曾經說過「当我还是高中生时，我遇到了RADWIMPS，被他们的音乐所震撼，那就像是不久前的事情一样。2015年我应邀参加了他们的演出，没想到现在能和洋次郎在一起理所当然地出去喝酒、聊天，觉得很不可思议。他的声音加入这曲子的瞬间，我欣喜高涨的情绪和受到的衝击至今仍深深地留在脑海中。  」

- 爱缪(Aimyon)：野田洋次郎在自己 Twitter 上曾这样说「如果我用爱缪(Aimyon)这个名字改名出道的话，就会变野田缪(Nodamyon)吧。」Aimyon表示自己是听着RADWIMPS长大的世代，无论什么时候，如果能够一起合作就太好了。两人私下感情非常好，常常一起出外游玩，野田洋次郎曾经说过自己不相信异性之间拥有纯友谊直到他认识了Aimyon。2018年12月12日，RADWIMPS发行专辑《ANTI ANTI GENERATION》邀请了AIMYON一起演唱了《泣き出しそうだよ》

- 野田洋次郎人緣極佳，演藝圈內外皆有許多好友，演藝圈好友除了RADWIMPS成員們、米津玄師、愛缪外，還有野村訓市、永積崇、中川雅也、松田龍平、ONE OK ROCK、窪塚洋介......等，且因負責動畫導演新海誠執導的電影作品《你的名字》、《天氣之子》、《鈴芽之旅》音樂，與新海誠及這三部作品的製片人川村元氣也有著深厚的友誼。